# جوزيبي دي جيورجي
جوزيبي دي جيورجي (بالإيطالية: Giuseppe De Giorgi)‏ هو ضابط إيطالي، ولد في 21 يونيو 1953 في نابولي في إيطاليا.